# نویه‌کروگ
نویه‌کروگ (به آلمانی: Neuekrug) یک منطقهٔ مسکونی در آلمان است که در دیسدورف واقع شده‌است. نویه‌کروگ ۱۹۲ نفر جمعیت دارد.